# Palais de l'Alma
Palais de l'Alma je palác v majetku Francouzské republiky, který se nachází v Paříži v 7. obvodu na nábřeží Quai Branly. Jeho název je odvozen od bitvy na řece Almě během Krymské války v roce 1854. Palác slouží potřebám francouzského prezidenta. Stavba je od roku 2002 chráněná jako historická památka.

## Poloha
Palais de l'Alma zabírá rozsáhlé území ve tvaru čtyřúhelníku mezi Quai Branly, Avenue Rapp a Rue de l'Université. Palác se skládá z několika budov kolem velkého centrálního nádvoří se zahradou.

## Historie
Palác postavil v roce 1861 architekt Jacques-Martin Tétaz pro ubytování zaměstnanců císaře Napoleona III. Budova částečně sloužila i vojenské škole. V roce 1881 se stal příslušenstvím prezidenta republiky. Od 1888 část areálu zabírá Úřad pro meteorologii a statistiku změněný v roce 1947 na Meteorologický úřad. V roce 1952 se do paláce nastěhovala Nejvyšší soudní rada (Conseil supérieur de la magistrature).

## Využití
Dnes se v přízemí východního křídla nachází Meteorologický úřad a v severní části západního křídla sídlí Nejvyšší soudní rada. Většina prostor slouží různým oddělením kanceláře prezidenta republiky. V paláci se také nachází galerie darů, které francouzští prezidenti obdrželi na zahraničních cestách.
V paláci je asi třicet bytů, z nichž některé slouží pro ubytování blízkých spolupracovníků prezidenta. François Mitterrand zde ubytoval svou nemanželskou dceru Mazarine Pingeotovou a její matku v době, kdy tato informace nebyla známa veřejnosti.